# 黄圃镇 (中山市)
黄圃镇是中国广东省中山市下辖的一个镇，位于中山市北部。总面积83.6平方公里，户籍人口8万多，外来人口5万多，辖12个村和4个社区。黄圃镇是广式腊味的发源地之一，曾被中国食品工业协会授予“中国腊味食品名镇”称号。黄圃腊味是中国地理标志产品。

## 行政区划
现辖：
三社社区、永平社区、新糖社区、文明社区、新地村、兆丰村、吴栏村、大雁村、大岑村、石军村、横档村、新沙村、马安村、团范村、镇一村和鳌山村。